# Thomas Peters
 (septembre 2018).
Si vous disposez d'ouvrages ou d'articles de référence ou si vous connaissez des sites web de qualité traitant du thème abordé ici, merci de compléter l'article en donnant les références utiles à sa vérifiabilité et en les liant à la section « Notes et références ».
Thomas Peters (né à Leeuwarden, le 6 avril 1745 - mort à Arnhem le 26 mars 1857) était un supercentenaire néerlandais. 
Il est le plus ancien supercentenaire accepté par Guinness World Records. À l'origine dans une note, Peters a été promu, bien qu'il reste des doutes sur son âge. En effet, il apparaît que si la documentation a jamais existé, elle a été perdue.